# 네르하

네르하의 위치

네르하(스페인어: Nerja)는 스페인 남부 안달루시아 지방의 말라가 주에 위치한 도시로 면적은 85km2, 높이는 26m, 인구는 21,811명(2009년 기준), 인구 밀도는 260명/km2이다. 지중해 연안에 자리한 코스타델솔(Costa del Sol) 지대를 형성하는 도시 가운데 한 곳이며 말라가에서 동쪽으로 약 50km 정도 떨어진 곳에 위치한다. 1959년 네르하 동굴이 발견된 뒤부터 많은 관광객들이 이 곳을 방문하고 있다.

시 문장

## 자매 도시
- 이탈리아 페시아
- 아르헨티나 산후안